# Tissu adipeux
Pour les articles homonymes, voir Tissu et Tissu biologique.
Le tissu adipeux, masse grasse ou graisse corporelle, est un tissu conjonctif, ses cellules sont séparées par de la matrice extracellulaire. C'est en fait un tissu conjonctif contenant des cellules graisseuses, appelées « adipocytes ». 

## Description

### Composition
Il existe plusieurs sortes de tissus adipeux et également plusieurs couleurs :
- le tissu adipeux blanc ;
- le tissu adipeux brun ;
- le tissu adipeux beige ou brite[1],[2],[3],[4],[5] pour brown in white[6], qui est localisé au milieu du tissu adipeux blanc.

Les cellules représentent la partie fonctionnelle spécifique du tissu (parenchyme). C'est un des plus grands réservoirs à énergie du corps humain. Il est constitué de graisse blanche et brune. Chez l'humain, le tissu adipeux est constitué à plus de 95 % de graisse blanche.
Le tissu adipeux contient également des préadipocytes, cellules souches adultes qui formeront des adipocytes en fonction de la balance énergétique, des conditions hormonales et de nutrition. D'autres types cellulaires sont présents : fibroblastes, macrophages, cellules sanguines et endothéliales ; cet ensemble de cellules constitue la fraction stromavasculaire du tissu adipeux (le stroma, au contraire du parenchyme, n'est pas spécifique du tissu).
Sur un sujet non obèse, le tissu adipeux est composé de 20 à 30 milliards d'adipocytes.
Chez la femme, le tissu adipeux blanc représente de 20 à 25 % de la masse totale tandis que chez l'homme, elle varie de 15 à 20 %.
On appelle cellulite un amas de graisse visible à la surface de la peau.

### Apparition
Le tissu adipeux apparait chez le fœtus au deuxième trimestre de la grossesse au niveau des joues, du cou, des épaules et des reins.

### Interactions
Le tissu adipeux sécrète de nombreuses hormones, les adipokines (leptine, TNF-alpha) et ces sécrétions semblent modulées par un répresseur de transcription, l'ICER. Le tissu adipeux est aussi capable de transformer certaines hormones, en particulier des stéroïdes sexuels. Il est important de remarquer que la production adipocytaire est généralement dépendante du degré de développement du tissu adipeux, et donc qu’ils sont produits de manière inadéquate au cours de l’obésité.
Les individus sous-alimentés perdent une grande partie de leur graisse ainsi que de la masse musculaire, le corps utilisant ces tissus pour produire de l'énergie par catabolisme, ce qui permet aux fonctions vitales de rester actives (le système nerveux et les muscles du cœur, notamment).
Les omégas-6 augmentent la quantité de tissu adipeux blanc et empêchent la formation de tissu adipeux brun,,,.

## IRM
La saturation des graisses (ou fatsat) est une technique permettant de supprimer le signal de la graisse en imagerie par résonance magnétique.
C'est une méthode qui utilise la légère différence de fréquence de résonance des protons des atomes d'hydrogène présents dans la graisse par rapport à ceux de la molécule d'eau. Cette différence est d'environ 220 Hz à 1,5 tesla. On envoie donc une radiofréquence dirigée spécifiquement sur la fréquence de la graisse afin de la saturer avant de recueillir le signal de la coupe.

## Plastron
Le plastron est un signe clinique découvert à la palpation de l'abdomen dans certaines pathologies infectieuses ou inflammatoires aigües (appendicite, péritonite, angiocholite) et correspondant à l'inflammation de la graisse épiploïque.

## Localisation
Le tissu adipeux blanc a quatre localisations selon les différentes fonctions qu'il exerce.
- Il se loge dans le pannicule adipeux, il s'agit du tissu graisseux sous-cutané d'aspect lobulé. Ici il exerce plusieurs rôles dont le stockage des triglycérides mais il sert aussi d'isolant thermique. sa localisation peut différer selon le sexe. Il aura une répartition androïde chez l'homme c'est-à-dire en haut du ventre, nuque et épaules.
- Il se situe aussi dans le tissu adipeux viscéral c'est-à-dire autour des viscères. Il a plusieurs rôles dont remplir le stockage entre les organes et stocker les triglycérides. Il concerne des régions profondes, il y a trois grands types :
  - Le tissu adipeux mésentérique autour de l'intestin.
  - Le tissu adipeux rétropéritonéal.
  - Le tissu adipeux omental.
- Il est aussi retrouvé dans le tissu adipeux de soutien plus précisément dans l'orbite des yeux, les plantes de pieds et les paumes des mains. Son rôle principal va être d'amortir les chocs. Ces tissus sont insensibles au jeûne. Par exemple en cas d'anorexie, les tissus adipeux vont s'atrophier mais le tissu adipeux de soutien sera le dernier à le faire.
- Enfin on peut l'observer dans le tissu adipeux de la moelle osseuse et plus précisément dans la moelle jaune des os longs.